# Ayano Sato
Pour les articles homonymes, voir Sato.
Ayano Sato (佐藤 綾乃, Satō Ayano), née le 10 décembre 1996, est une patineuse de vitesse japonaise.

## Palmarès

### Jeux olympiques d'hiver
| Épreuve / Édition   | 500 mètres | 1 000 mètres | 1 500 mètres | 3 000 mètres | 5 000 mètres | Mass start | Poursuite par équipes              |
| JO 2018 Pyeongchang | —          | —            | —            | 8e           | —            | —          | Médaille d'or, Jeux olympiques     |
| JO 2022 Pékin       | —          | —            | —            | 4e           | 9e           |            | Médaille d'argent, Jeux olympiques |

Légende :
- : première place, médaille d'or
- : deuxième place, médaille d'argent
- : troisième place, médaille de bronze
- : pas d'épreuve
- — : Non disputée par le patineur
- DSQ : disqualifiée